# Neuseeländische Cricket-Nationalmannschaft in England in der Saison 2021
Die Tour der neuseeländischen Cricket-Nationalmannschaft nach England in der Saison 2021 fand vom 2. bis zum 14. Juni 2021 statt. Die internationale Cricket-Tour war Bestandteil der Internationalen Cricket-Saison 2021 und umfasste zwei Tests. Neuseeland gewann die Serie 1–0.

## Vorgeschichte
Für beide Mannschaften war es die erste Tour der Saison. Das letzte Aufeinandertreffen der beiden Mannschaften bei einer Tour fand in der Saison 2019/20 in Neuseeland statt.

## Stadien
Die folgenden Stadien wurden für die Tour als Austragungsort vorgesehen.
| Stadion                  | Stadt      | Kapazität | Spiele  |
| ------------------------ | ---------- | --------- | ------- |
| Edgbaston Cricket Ground | Birmingham | 24.803    | 2. Test |
| Lord’s Cricket Ground    | London     | 30.000    | 1. Test |

## Kaderlisten
Neuseeland benannte seinen Kader am 7. April 2021.
England benannte seinen Kader am 18. Mai 2021.
| Test | Test |
| England | Neuseeland |
| --- | --- |
| - Joe Root (K) - Stuart Broad (VK) - James Anderson - Dom Bess - Sam Billings - James Bracey (wk) - Rory Burns - Zak Crawley - Ben Foakes (wk) - Haseeb Hameed - Dan Lawrence - Jack Leach - Craig Overton - Ollie Pope - Ollie Robinson - Dom Sibley - Olly Stone - Mark Wood | - Kane Williamson (K) - Tom Latham (VK) - Tom Blundell - Trent Boult - Doug Bracewell - Devon Conway - Colin de Grandhomme - Jacob Duffy - Matt Henry - Kyle Jamieson - Daryl Mitchell - Henry Nicholls - Ajaz Patel - Rachin Ravindra - Mitchell Santner - Tim Southee - Ross Taylor - Neil Wagner - BJ Watling (wk) - Will Young |

## Tour Match
| 27. – 28. Mai Scorecard | Southampton | Latham XI 289-6d | – | Williamson XI 294-5 |
|                         |             | Remis            |   |                     |

## Tests

### Erster Test in London
| 2. – 6. Juni Scorecard | London (Lord’s) | Neuseeland 378 (122.4) & 169-6d (52.3) | – | England 275 (101.1) & 170-3 (70) |
|                        |                 | Remis                                  |   |                                  |

Neuseeland gewann den Münzwurf und entschied sich als Schlagmannschaft zu beginnen. Als Spieler des Spiels wurde Devon Conway ausgezeichnet.

### Zweiter Test in Birmingham
| 10. – 14. Juni Scorecard | Birmingham | England 303 (101) & 122 (41.1)   | – | Neuseeland 388 (119.1) & 41-2 (10.5) |
|                          |            | Neuseeland gewinnt mit 8 Wickets |   |                                      |

England gewann den Münzwurf und entschied sich als Schlagmannschaft zu beginnen. Als Spieler des Spiels wurde Matt Henry ausgezeichnet.

## Auszeichnungen

### Player of the Series
Als Player of the Series wurden der folgende Spieler ausgezeichnet.
| Serie | Player of the Series      |
| ----- | ------------------------- |
| Test  | Rory Burns & Devon Conway |

### Player of the Match
Als Player of the Match wurden die folgenden Spieler ausgezeichnet.
| Spiel   | Player of the Match |
| ------- | ------------------- |
| 1. Test | Devon Conway        |
| 2. Test | Matt Henry          |